# Stazione di Lione-Brotteaux
La stazione di Lione-Brotteaux (in francese Gare de Lyon-Brotteaux) è una vecchia stazione ferroviaria situata nell'omonimo quartiere di Lione.

## Storia
Costruita dalla società Paris-Lyon-Méditerranée (PLM), la stazione servì la linea per Ambérieu-en-Bugey e Ginevra. Il suo stile è quasi lo stesso della contemporanea Gare d'Orsay.
La prima stazione, chiamata Gare de Genève, fu creata nel 1858, poi sostituita dall'attuale stazione, costruita tra il 1904 e il 1908 e inaugurata il 29 marzo 1908.
Nell'ambito dell'entrata in servizio del TGV Sud-Est, la stazione è stata sostituita dalla stazione Lyon-Part-Dieu situata 700 metri più a sud, sul sito di un ex scalo merci con lo stesso nome.
Persa la sua funzione, la stazione di Brotteaux è stata chiusa al pubblico il 13 giugno 1983.

## La stazione oggi

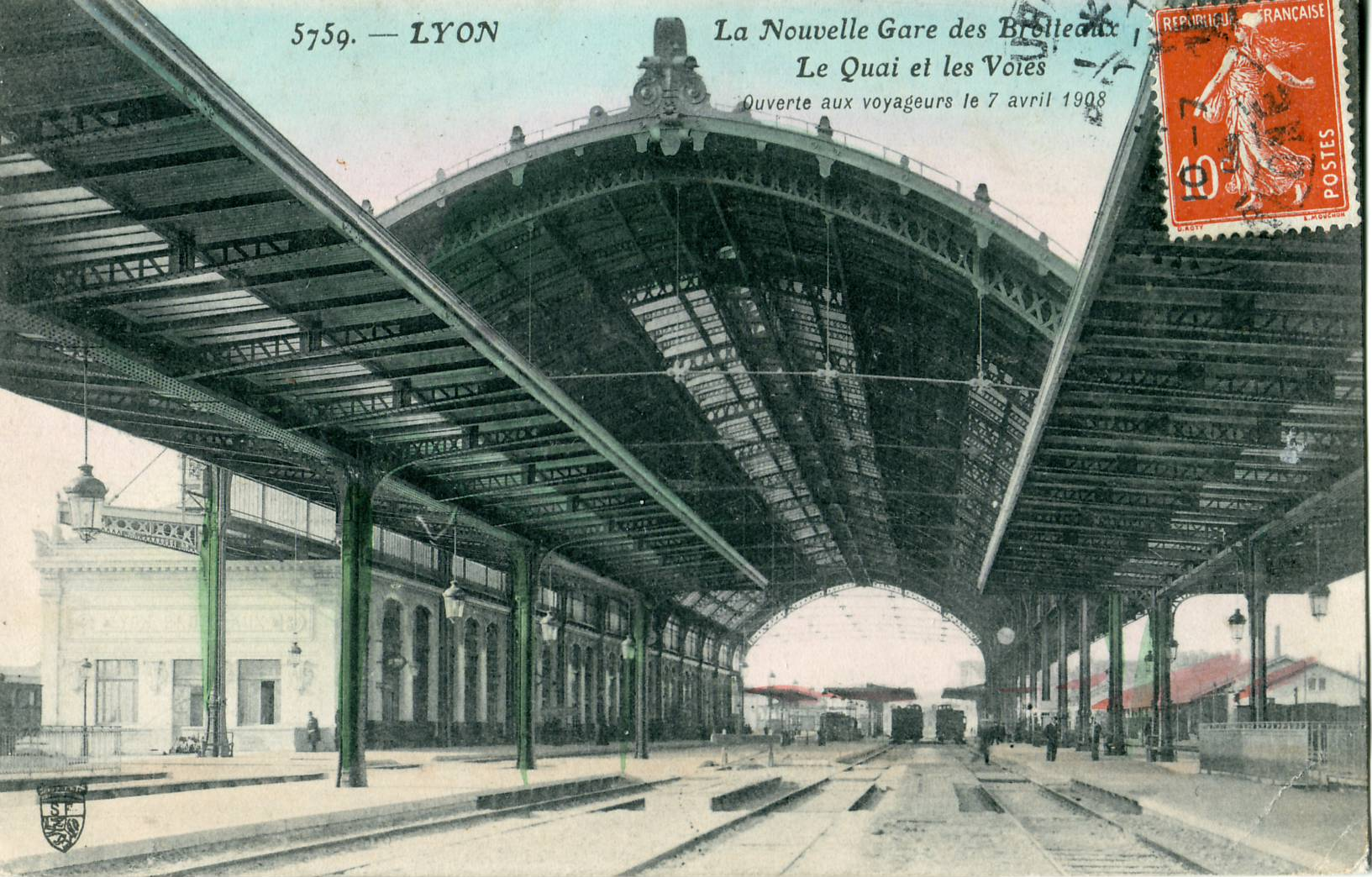
La maestosa tettoia a smantellata nel 1985

Dal 1982, facciata, tetto e la sala viaggiatori furono classificati come monumento storico.
La maestosa tettoia che ricopriva il piazzale interno è stata smantellata nel 1985. Il fabbricato viaggiatori ha mantenuto il suo arredamento originale con dipinti di diversi artisti.
Nel 2002, il monumento è stato dichiarato come patrimonio del XX secolo.
Dal 2002 al 2006, la stazione è stata sottoposta a lavori di ristrutturazione per riportarla alla sua antica bellezza. Oggi i suoi locali ospitano al centro gli uffici di rappresentanza di una casa d'aste, nonché una fabbrica di birra, un commercio di oggetti religiosi, studi legali e di architettura e una società di consulenza in ingegneria.
Il sito è servito dalla stazione della metropolitana Brotteaux.